# Trias mollis
Trias mollis är en orkidéart som beskrevs av Gunnar Seidenfaden. Trias mollis ingår i släktet Trias och familjen orkidéer. Inga underarter finns listade i Catalogue of Life.